# قطاع المسيلة
قطاع المسيلة حضرموت أو القطاع 14 هو أحد القطاعات المنتجة للنفط والغاز في اليمن. ويحتل المركز الأول بين القطاعات النفطية في الجمهورية اليمنية حيث بلغت طاقته الإنتاجية السنوية عام 2006م حوالي 51.7 مليون برميل تمثل 39% من إجمالي الإنتاج النفطي 